# Цилтендорф
Цилтендорф (њем. Ziltendorf) општина је у њемачкој савезној држави Бранденбург. Једно је од 38 општинских средишта округа Одер-Шпре. Према процјени из 2010. у општини је живјело 1.650 становника. Посједује регионалну шифру (AGS) 12067552.

## Географски и демографски подаци
Цилтендорф се налази у савезној држави Бранденбург у округу Одер-Шпре. Општина се налази на надморској висини од 23 метра. Површина општине износи 28,7 km². У самом мјесту је, према процјени из 2010. године, живјело 1.650 становника. Просјечна густина становништва износи 58 становника/km².